# Lucas Robertone
Lucas Gastón Robertone (Concordia, Entre Ríos, 18 de marzo de 1997) es un futbolista argentino que juega como centrocampista en la U. D. Almería de la Segunda división de España.

## Biografía
Lucas Robertone nació el 18 de marzo de 1997 en Concordia, Entre Ríos, Argentina y tiene pasaporte italiano. Empezó su carrera desde pequeño en las divisiones inferiores de C. A. Vélez Sarsfield.

## Carrera

### Vélez Sarsfield
Debutó en la primera división del fútbol argentino el 27 de agosto de 2016 jugando con Vélez Sarsfield contra Club de Gimnasia y Esgrima La Plata. El 22 de abril de 2018 marcó su primer doblete contra Temperley.
Tras 4 temporadas defendiendo la camiseta de Vélez Sarsfield, en las que jugó 73 partidos y marcó 12 goles, y vistió varias veces la camiseta de la selección Argentina en categorías juveniles, en septiembre de 2020 acabó su etapa en el conjunto argentino.

### U. D. Almería
El 1 de octubre de 2020 la U. D. Almería anunció su fichaje por cinco temporadas a cambio de 3 400 000 euros por el 50% de los derechos del jugador. Adicionalmente este traspaso incluía una obligación de compra, por cumplimiento de objetivos, de otro 30%.

## Estadísticas

### Clubes
Actualizado de acuerdo al último partido jugado el 25 de mayo de 2025.
| Club                            | Div.          | Temporada     | Liga  | Liga  | Liga   | Copas nacionales | Copas nacionales | Copas nacionales | Torneos internacionales | Torneos internacionales | Torneos internacionales | Total | Total | Total  |
| Club                            | Div.          | Temporada     | Part. | Goles | Asist. | Part.            | Goles            | Asist.           | Part.                   | Goles                   | Asist.                  | Part. | Goles | Asist. |
| ------------------------------- | ------------- | ------------- | ----- | ----- | ------ | ---------------- | ---------------- | ---------------- | ----------------------- | ----------------------- | ----------------------- | ----- | ----- | ------ |
| C. A. Vélez Sarsfield Argentina | 1.ª           | 2016-17       | 2     | 0     | 0      | 1                | 0                | 0                | —                       | —                       | —                       | 3     | 0     | 0      |
| C. A. Vélez Sarsfield Argentina | 1.ª           | 2017-18       | 16    | 5     | 1      | 1                | 0                | 0                | —                       | —                       | —                       | 17    | 5     | 1      |
| C. A. Vélez Sarsfield Argentina | 1.ª           | 2018-19       | 23    | 5     | 2      | 5                | 0                | 1                | —                       | —                       | —                       | 28    | 5     | 3      |
| C. A. Vélez Sarsfield Argentina | 1.ª           | 2019-20       | 22    | 2     | 3      | 1                | 0                | 0                | 2                       | 0                       | 0                       | 25    | 2     | 3      |
| C. A. Vélez Sarsfield Argentina | Total club    | Total club    | 63    | 12    | 6      | 8                | 0                | 1                | 2                       | 0                       | 0                       | 73    | 12    | 7      |
| U. D. Almería · España          | 2.ª           | 2020-21       | 25    | 2     | 3      | 5                | 2                | 0                | —                       | —                       | —                       | 30    | 4     | 3      |
| U. D. Almería · España          | 2.ª           | 2021-22       | 26    | 4     | 4      | 1                | 0                | 0                | —                       | —                       | —                       | 27    | 4     | 4      |
| U. D. Almería · España          | 1.ª           | 2022-23       | 37    | 2     | 7      | —                | —                | —                | —                       | —                       | —                       | 37    | 2     | 7      |
| U. D. Almería · España          | 1.ª           | 2023-24       | 33    | 0     | 5      | 1                | 0                | 0                | —                       | —                       | —                       | 34    | 0     | 5      |
| U. D. Almería · España          | 2.ª           | 2024-25       | 23    | 1     | 4      | 1                | 0                | 0                | —                       | —                       | —                       | 24    | 1     | 4      |
| U. D. Almería · España          | Total club    | Total club    | 144   | 9     | 23     | 8                | 2                | 0                | 0                       | 0                       | 0                       | 152   | 11    | 23     |
| Total carrera                   | Total carrera | Total carrera | 207   | 21    | 29     | 16               | 2                | 1                | 2                       | 0                       | 0                       | 225   | 23    | 30     |
| 1. 2. 3.                        |               |               |       |       |        |                  |                  |                  |                         |                         |                         |       |       |        |

## Palmarés

### Títulos nacionales
| Título                     | Club          | País   | Año     |
| -------------------------- | ------------- | ------ | ------- |
| Segunda División de España | U. D. Almería | España | 2021-22 |